# Talha Ülvan
Talha Ülvan (Antwerpen, 20 april 2001) is een Turks-Belgisch voetballer die sinds januari 2022 uitkomt voor Samsunspor.

## Clubcarrière
Ülvan genoot zijn jeugdopleiding bij Oud-Heverlee Leuven. In januari 2022 maakte hij de overstap naar de Turkse tweedeklasser Samsunspor, waar hij een contract van drieënhalf jaar ondertekende. Ülvan kon in het verleden ook al rekenen op Turkse interesse: in september 2020 kon hij rekenen op belangstelling van Besiktas J.K., in januari 2021 weigerde OH Leuven zelfs een bod van Ankaragücü op hem.
Op 5 maart 2022 maakte Ülvan zijn officiële debuut in het eerste elftal van Samsunspor: op de 28e competitiespeeldag liet trainer Fuat Çapa hem starten tegen Menemenspor. In de 71e minuut werd hij bij een 2-3-achterstand gewisseld. Het bleef zijn enige wedstrijd van het seizoen bij Samsunspor.